# Carlos Manuel de Céspedes (1871–1939)
Carlos Manuel de Céspedes y Quesada (ur. w 1871, zm. w 1939) – prezydent tymczasowego rządu kubańskiego po obaleniu Gerardo Machado y Moralesa w 1933, odsunięty od władzy przez Fulgencio Batistę. Syn Carlosa Manuela de Céspedesa (kubańskiego działacza niepodległościowego) i jego drugiej żony.
Brał udział w wojnie o niepodległość. W latach 20. sprawował urząd ministra spraw zagranicznych. Pracował w dyplomacji (m.in. jako ambasador Kuby w Stanach Zjednoczonych i w Hiszpanii).